# Melisoides lobata
Melisoides lobata là một loài bướm đêm trong họ Erebidae. Chúng là loài duy nhất trong chi Melisoides, thường tìm thấy ở Cameroon, Cộng hòa Dân chủ Congo và Guinea Xích Đạo.